# 1573 Väisälä
Az 1573 Vaisala (ideiglenes jelöléssel 1949 UA) a Naprendszer kisbolygóövében található aszteroida. Sylvain Arend fedezte fel 1949. október 27-én.